# 邁茲 (密西西比州)
邁茲（英語：Mize）是位於美國密西西比州史密斯縣的城鎮。

## 人口
根據2020年美國人口普查的數據，邁茲的面積為6.32平方千米，皆為陸地。當地共有人口317人，而人口密度為每平方千米50人。